# Barricada Rumble Beat
Barricada Rumble Beat è il secondo album della band rock italiana dei Gang, autoprodotto nel 1987 edito dalla Tam Tam Records e poi ristampato dalla CGD nel 1989.

## Tracce
1. Goin' To The Crossroad
2. Blue Message
3. Clyde Warrior & Jessy Colt
4. Don't Turn Your Back
5. Warrior Poet
6. Junco Partner
7. Against Power Dollar
8. Rumble Beat
9. Song Of The Prisoner
10. Midnight Serenade
11. Bad News From Swing Street
12. Not For Sale

## Componenti
- Marino Severini - Voce, chitarra
- Sandro Severini - Chitarra elettrica, chitarra dobro e slide

Altri musicisti
- Billy Bragg - Voce in Junco Partner e Chitarra In Goin' The Crossroads
- Andy J. Forest - Armonica in Clyde Warrior & Jessy Colt E Not For Sale
- Alan King - Sax
- Paolo Talami - Chitarra
- Pippo Guarnera - Tastiera
- Gaudi (appare come Lele Cenacchi) - Tastiere e campionatori
- Mauro Melloni - Tastiera
- Lucky - Contrabbasso
- Martin Vincent - Fisarmonica
- Cesare Benoir - Percussioni
- Fede Rico Fiori - Percussioni
- Paolo Galassi - Armonica
- Paolo Buconi - Violino
- Patrizia Borgato - cori